# سیارک ۹۷۶
سیارک ۹۷۶ (به انگلیسی: 976 Benjamina، نامگذاری:1922LU) نهصد و هفتاد و ششمین سیارک کشف شده‌است که در ۲۷ مارس ۱۹۲۲ و در الجزیره کشف شد.
قدر مطلق سیارک برابر ۹٫۲۲ است.